# Снежный ангел

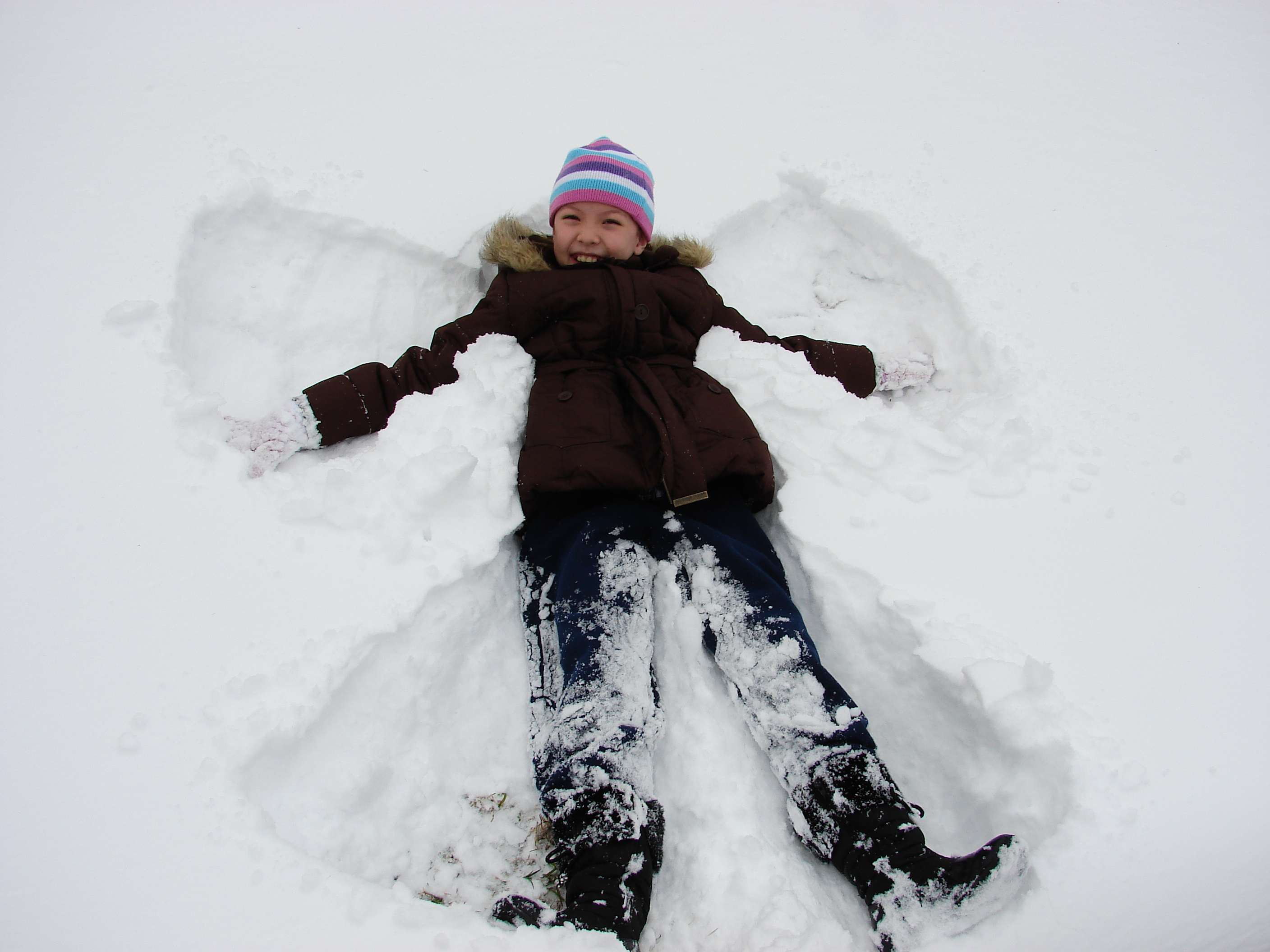
Девочка делает снежного ангела

Снежный ангел (англ. snow angel) — отпечаток на свежем снегу, напоминающий фигуру ангела, который получается, если, лёжа на спине, двигать руками и ногами из стороны в сторону. Создание таких фигур является распространённой зимней детской забавой в США и Канаде.

## Способ
Для создания снежного ангела требуется найти нетронутый снег, лечь на него, раскинув ноги и руки в стороны, и начать двигать руками вверх-вниз, а ногами вправо-влево. Руки создают крылья «ангела», а ноги — нижнюю часть его одеяния. После создания фигуры необходимо аккуратно встать, не задев её.

## Мировой рекорд
В книге рекордов Гиннесса зафиксирован мировой рекорд по самому большому числу людей, делающих снежных ангелов одновременно в одном месте. Это произошло 12 февраля 2007 года в городе Бисмарк, Северная Дакота: 8962 человека одновременно создавали снежных ангелов на территории капитолия штата.
Первый рекорд Гиннесса был зафиксирован в 2002 году и был установлен 1791 человеком также на территории капитолия Северной Дакоты. Предыдущий рекорд принадлежал Мичиганскому технологическому университету: 3784 его студентов, выпускников и местных жителей создавали снежных ангелов на школьном футбольном поле.
Рекорд Гиннесса по одновременному созданию снежных ангелов в нескольких различных местах был установлен 2 февраля 2004 года в Онтарио, Канада 15 851 человеком; это были ученики, их родители и учителя 60 школ London District Catholic School Board.